# Mistrzostwa Świata w Biathlonie 2025 – sztafeta mężczyzn
Sztafeta mężczyzn na Mistrzostwach Świata w Biathlonie 2025 odbyła się 22 lutego w Lenzerheide. Była to dziesiąta konkurencja podczas tych mistrzostw. Wystartowały w niej 23 reprezentacje, z których 6 nie ukończyło rywalizacji. Tytułu mistrzów świata nie obronili Szwedzi, którzy tym razem zajęli czwarte miejsce. Nowymi mistrzami świata zostali Norwegowie, a srebro zdobyli Francuzi, a trzecie miejsce zajęli Niemcy.
Polska sztafeta zajęła 16. miejsce.

## Wyniki
| Miejsce | Nr | Reprezentacja                                                                         | Czas                                      | Kary (L+S)                              | Strata  |
| ------- | -- | ------------------------------------------------------------------------------------- | ----------------------------------------- | --------------------------------------- | ------- |
| 01 !    | 2  | Norwegia · Endre Strømsheim · Tarjei Bø · Sturla Holm Lægreid · Johannes Thingnes Bø  | 1:18:18,1 19:28,4 19:38,4 19:14,8 19:56,5 | 0+2 0+2 0+2 0+0 0+0 0+2 0+0 0+0         | —       |
| 02 !    | 1  | Francja · Émilien Claude · Fabien Claude · Éric Perrot · Quentin Fillon Maillet       | 1:19:00,0 19:40,5 19:52,2 19:35,4 19:51,9 | 0+3 0+4 0+0 0+1 0+1 0+2 0+1 0+0 0+1 0+1 | +41,9   |
| 03 !    | 4  | Niemcy · Philipp Nawrath · Danilo Riethmüller · Johannes Kühn · Philipp Horn          | 1:19:54,0 19:53,9 20:04,7 20:05,6 19:49,8 | 0+5 0+5 0+1 0+3 0+1 0+2 0+0 0+0 0+3 0+0 | +1:35,9 |
| 4       | 3  | Szwecja · Viktor Brandt · Jesper Nelin · Martin Ponsiluoma · Sebastian Samuelsson     | 1:20:12,1 20:11,9 20:29,2 19:35,9 19:55,1 | 0+2 0+9 0+1 0+3 0+0 1+3 0+0 0+2 0+1 0+1 | +1:54,0 |
| 5       | 7  | Włochy · Daniele Cappellari · Lukas Hofer · Elia Zeni · Tommaso Giacomel              | 1:20:30,8 20:10,2 19:58,9 20:55,2 19:26,5 | 0+6 0+3 0+0 0+0 0+3 0+0 0+2 0+2 0+1 0+1 | +2:12,7 |
| 6       | 9  | Czechy · Tomáš Mikyska · Vítězslav Hornig · Jonáš Mareček · Michal Krčmář             | 1:20:42,9 20:04,6 19:50,7 20:31,3 20:16,3 | 0+3 0+6 0+1 0+2 0+0 0+2 0+2 0+0 0+0 0+2 | +2:24,8 |
| 7       | 11 | Szwajcaria · Sebastian Stalder · Joscha Burkhalter · James Pacal · Niklas Hartweg     | 1:21:01,3 19:52,2 20:20,0 21:06,2 19:42,9 | 0+5 0+4 0+1 0+1 0+2 0+1 0+1 0+2 0+1 0+0 | +2:43,2 |
| 8       | 6  | Ukraina · Anton Dudczenko · Witalij Mandzyn · Taras Łesiuk · Dmytro Pidruczny         | 1:21:07,8 19:51,8 20:17,4 20:43,3 20:15,3 | 0+3 0+5 0+0 0+1 0+0 0+3 0+2 0+0 0+1 0+1 | +2:49,7 |
| 9       | 8  | Stany Zjednoczone · Paul Schommer · Maxime Germain · Campbell Wright · Sean Doherty   | 1:21:33,3 20:20,8 20:11,0 19:48,7 21:12,8 | 0+6 0+5 0+1 0+2 0+2 0+0 0+0 0+2 0+3 0+1 | +3:15,2 |
| 10      | 10 | Finlandia · Olli Hiidensalo · Tero Seppälä · Jimi Klemettinen · Arttu Heikkinen       | 1:22:12,5 20:07,5 19:48,2 21:04,7 21:12,1 | 0+2 0+7 0+0 0+2 0+0 0+1 0+2 0+1 0+0 0+3 | +3:54,4 |
| 11      | 13 | Estonia · Rene Zahkna · Jakob Kulbin · Kristo Siimer · Mehis Udam                     | 1:22:38,0 19:59,4 20:17,0 20:34,5 21:47,1 | 0+2 0+4 0+1 0+0 0+0 0+0 0+1 0+2 0+0 0+2 | +4:19,9 |
| 12      | 12 | Austria · Patrick Jakob · Simon Eder · Fredrik Mühlbacher · David Komatz              | 1:23:01,7 19:52,9 21:23,0 21:20,8 20:25,0 | 0+5 1+5 0+2 0+0 0+0 1+3 0+2 0+2 0+1 0+0 | +4:43,6 |
| 13      | 5  | Słowenia · Miha Dovžan · Jakov Fak · Anton Vidmar · Lovro Planko                      | 1:23:27,4 20:40,5 20:10,5 21:12,7 21:23,7 | 0+2 1+5 0+1 0+1 0+0 0+1 0+1 0+0 0+0 1+3 | +5:09,3 |
| 14      | 14 | Belgia · Thierry Langer · Florent Claude · Marek Mackels · César Beauvais             | 1:23:29,0 20:11,9 20:21,3 21:14,4 21:41,4 | 0+4 0+4 0+1 0+3 0+1 0+0 0+2 0+0 0+0 0+1 | +5:10,9 |
| 15      | 15 | Bułgaria · Błagoj Todew · Władimir Iliew · Wasił Zaszew · Konstantin Wasiliew         | 1:24:01,9 20:25,7 20:25,6 21:11,8 21:58,8 | 0+4 0+6 0+2 0+0 0+0 0+2 0+2 0+2         | +5:43,8 |
| 16      | 16 | Polska · Konrad Badacz · Jan Guńka · Fabian Suchodolski · Marcin Zawół                | 1:25:51,0 20:13,4 21:03,5 21:45,6 22:48,5 | 0+4 0+7 0+0 0+2 0+2 0+1 0+1 0+2         | +7:32,9 |
| 17      | 20 | Kanada · Logan Pletz · Adam Runnalls · Zachary Connelly · Haldan Borglum              | 1:27:04,5 20:30,7 21:13,6 21:59,3 23:20,9 | 0+4 0+4 0+0 0+1 0+2 0+0 0+0 0+2 0+2 0+1 | +8:46,4 |
| 18      | 17 | Litwa · Maksim Fomin · Vytautas Strolia · Jokūbas Mačkinė · Nikita Čigak              | LAP 20:40,7 20:35,5 22:28,8               | 0+2 0+0 0+0 0+0 0+2 0+0 0+3             |         |
| 19      | 21 | Łotwa · Renārs Birkentāls · Edgars Mise · Aleksandrs Patrijuks · Andrejs Rastorgujevs | LAP 21:10,7 21:16,7 21:32,2               | 0+0 0+3 0+0 0+2 0+3 0+0 0+3             |         |
| 20      | 23 | Mołdawia · Michaił Usow · Pawieł Magaziejew · Maksim Makarow · Andriej Usow           | LAP 20:31,9 21:05,1 21:07,1               | 0+2 0+1 0+0 0+2 0+2 0+1 0+3             |         |
| 21      | 22 | Słowacja · Jakub Borguľa · Artur Ischakow · Tomáš Sklenárik · Damián Cesnek           | LAP 20:51,0 21:49,2                       | 0+2 0+3 0+2 0+1 1+3 0+2                 |         |
| 22      | 18 | Rumunia · George Buta · Dmitrij Szamajew · George Colțea · Raul Flore                 | LAP 21:44,2 21:30,9                       | 0+3 0+1 0+1 0+0 2+3 0+2                 |         |
| 23      | 19 | Kazachstan · Aleksandr Muchin · Władisław Kiriejew · Asset Diusenow · Wadim Kurales   | LAP 23:17,1                               | 3+3 1+3 0+2 0+0                         |         |